# Kisvár
Kisvár (1899-ig Hradiszkó, szlovákul: Hradisko, németül: Kontschöfchen/Kuntschebchen) község Szlovákiában, az Eperjesi kerületben, a Késmárki járásban.

## Fekvése
Késmárktól 13 km-re délkeletre fekszik.

## Története
1264-ben „Vizoka” alakban említik először. A 13. században Lőcse városának jobbágyfaluja. 1317-ben „villa Friderici”, 1328-ban „Friderichsdorff” néven szerepel a korabeli forrásokban. 1605-ben 3 ház állt a településen. 1667-ben 6 portája volt. 1787-ben 18 házában 111 lakos élt.
A 18. század végén Vályi András így ír róla: „HRADISKO. Kundsepkhen. Tót falu Szepes Várm. földes Ura Lőcse Városa, lakosai katolikusok, és ó hitűek, fekszik Lőtsétől nem meszsze, Durándnak filiája, határja köves, és a’ záporok járják, árpát, és zabot is középszerűen terem.”
1828-ban 21 háza volt 159 lakossal, akik főként mezőgazdasággal foglalkoztak. Később Poprád és Késmárk üzemeiben dolgoztak.
Fényes Elek 1851-ben kiadott geográfiai szótárában így ír a faluról: „Hradiszkó, (Kuntschebchen), tót falu, Szepes vmegyében, Lőcséhez éjszak-nyugotra egy mfldnyire: 122 kath., 37 evang. lak. F. u. Lőcse.”
A trianoni diktátumig Szepes vármegye Késmárki járásához tartozott.

## Népessége
| Év:            | 1994. | 2004.    | 2014.   | 2024.   |
| -------------- | ----- | -------- | ------- | ------- |
| Emberek száma: | 113   | 101      | 99      | 98      |
| Eltérés:       |       | -10,61 % | -1,98 % | -1,01 % |

| Év:            | 2023. | 2024. |
| -------------- | ----- | ----- |
| Emberek száma: | 98    | 98    |
| Eltérés:       |       | +0 %  |

1910-ben 181, túlnyomórészt szlovák lakosa volt.
2001-ben 104 szlovák lakosa volt.
2011-ben 101 szlovák lakta.

## Nevezetességei
Szent Kereszt Felmagasztalása tiszteletére szentelt, római katolikus temploma 1937 és 1944 között épült.